# 江里河
江里河，又名南河，是位於中国重慶市開縣及四川省開江縣的一条河流，汇入长江上游左岸的一級支流小江。河长77千米，流域面积1783平方千米，年均流量29立方米每秒。自然落差361米。水能理论蕴藏量2万千瓦。